# Jan Fleischmann
Jan Maria Fleischmann (Prága, 1885. július 6. –  Prága, 1939. szeptember 23.) csehszlovák olimpikon, Európa-bajnok jégkorongozó.

## Életpályája
Részt vett az 1924-es téli olimpián. Először kanadai válogatottól egy megsemmisítő 30–0-s vereséget szenvedtek el, majd a svéd válogatottól 9–3-ra kaptak ki, végül csak a svájci válogatottat tudták legyőzni 11–2-re, így harmadikok lettek a csoportban, és nem jutottak tovább. Végül az ötödik helyen végeztek.
Több jégkorong-Európa-bajnokságon is játszott. Az 1911-es jégkorong-Európa-bajnokságon és az 1914-es jégkorong-Európa-bajnokság aranyérmes lett. Ekkor még a bohémiai jégkorong-válogatottban volt kerettag. Az 1912-es jégkorong-Európa-bajnokságon is aranyérmesek lett, de ennek a tornának az eredményét utólag törölték, mert Ausztria is részt vett, de ők nem voltak tagok. Az 1913-as jégkorong-Európa-bajnokságon ezüstérmes lett. Az 1921-es jégkorong-Európa-bajnokságon már a csehszlovák válogatottal vett részt és ezüstérmesek lettek.
Klubcsapata a HC Slavia Praha volt. 1911-ben, 1912-ben bajnok volt.
Testvére, Miroslav Fleischmann szintén jégkorongozó olimpikon.